# Nadezhda Glyzina
Nadezhda Glyzina est une joueuse russe de water-polo née le 20 mai 1988 à Kirichi. Elle a remporté avec l'équipe de Russie la médaille de bronze du tournoi féminin aux Jeux olympiques d'été de 2016 à Rio de Janeiro.